# 浙江村
浙江村是指中華人民共和國北京市丰台區南苑鄉的浙江省溫州市人的聚居區，分佈於南苑乡、馬村、東羅園、海戶屯、果園村、大紅門、時村和石榴莊。這批人在改革開放後的20世紀80年代來到北京定居、經商，並在此建造建築。2006年5月11日上午，南苑乡對浙江村整治，將浙江村私自搭建的建築全部拆除。